# Gribowski G-28
Die Gribowski G-28 Kretschet (russisch Грибовский Г-28 Кречет, deutsch Gerfalke) war ein Flugzeug des sowjetischen Flugzeugkonstrukteurs Wladimir Gribowski in den 1940er Jahren.

## Entwicklung
Der einsitzige, ganz aus Holz hergestellte Tiefdecker wurde als Jagdflugzeugtrainer vom OKB-28 entwickelt. Gribowski wählte ein starres, unverkleidetes Fahrwerk, aber ein geschlossenes Cockpit. Als Antrieb wurde der in der Sowjetunion in Lizenz hergestellte Motor Renault Bengali MW-6 ausgewählt. Die Bewaffnung bestand aus zwei SchKAS-Maschinengewehren und einer Schießkamera. Zum Bombentraining konnten bis zu 40 kg Abwurfbewaffnung mitgeführt werden.
Im Frühjahr 1941 wurde die Maschine zusammengebaut, der Erstflug erfolgte am 22. Mai 1941 durch W. Gawrilow. Unter Leitung des LII testeten noch einige andere Piloten, unter ihnen M. Gromow, P. Stefanowski und A. Jumaschew das Flugzeug und gaben ihm gute Kritiken. Die Flugtests konnten innerhalb eines Monats abgeschlossen werden. Es wurde angeregt, den stärkeren Motor MW-6A zu verwenden und dann nochmals Flugtests durchzuführen. Bei einer Einführung in die Produktion sollte die Bezeichnung TI-28 (TI für Trainingsjäger) vergeben werden.
Mit Beginn des Großen Vaterländischen Krieges genau einen Monat nach dem Erstflug wurde das LII jedoch evakuiert und die Arbeiten eingestellt. Der erste Prototyp wurde nach Jekaterinburg geflogen, wo sich seine Spur verliert. Der zweite im Bau befindliche Prototyp wurde nicht mehr vollendet.

## Technische Daten
| Kenngröße             | Daten                                         |
| --------------------- | --------------------------------------------- |
| Länge                 | 7,66 m                                        |
| Spannweite            | 9,00 m                                        |
| Höhe                  | 2,80 m                                        |
| Flügelfläche          | 11,60 m²                                      |
| Flügelstreckung       | 7,0                                           |
| Leermasse             | 897 kg                                        |
| max. Startmasse       | 1157 kg                                       |
| Höchstgeschwindigkeit | 303 km/h in 1600 m Höhe 275 km/h in Bodennähe |
| Reisegeschwindigkeit  | 226 km/h                                      |
| Landegeschwindigkeit  | 90,5 km/h                                     |
| Steigzeit             | 19,4 min auf 5000 m                           |
| Startrollstrecke      | 280 m                                         |
| Reichweite            | 500 km                                        |
| Dienstgipfelhöhe      | 6600 m                                        |
| Triebwerk             | ein Renault Bengali MW-6                      |
| Leistung              | 220 PS (ca. 160 kW)                           |
| Startleistung         | 240 PS (ca. 180 kW)                           |